# Méter
A méter (jele: m) a hosszúság és a távolság alapmértékegysége az SI-mértékegységrendszerben.
A méter 1983-ban elfogadott meghatározása a következő: az a távolság, amit a fény vákuumban megtesz a másodperc 1/299 792 458-ad része alatt. A méter önmagában egy hagyományosan kényelmes mértékegység, mivel reális összefüggésben van a többi mértékegységgel a fizika törvényei szerint. Magyarországon 1874 óta törvényes.

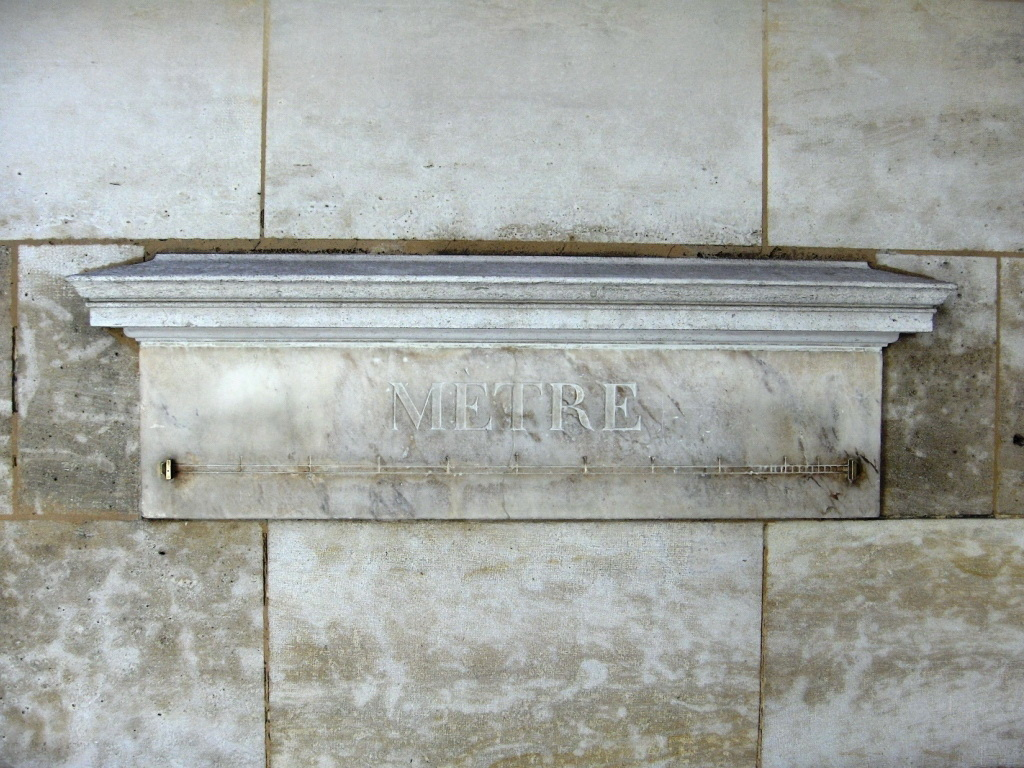
Márvány méteremlék a 36 Rue Vaugirard alatt, a Luxemburg-kert közelében

A métert ismertető első magyar könyvet Finály Henrik írta.

## A méterrendszer története
A Föld méretén alapuló mértékegység gondolata már a 18. században felvetődött. Két francia csillagász, Nicolas-Louis de Lacaille és Jacques Cassini (Giovanni Domenico Cassini fia) már belekezdtek a munkába 1739 és 1741 között. Jean Picard és Ole Rømer javaslatára tekintetbe vették a másodpercinga hosszát is új mértékegységként. Ezt a verziót javasolta Talleyrand is a Nemzetgyűlés előtt. A Francia Tudományos Akadémia javaslatára mégis a Föld párizsi délkörének felmérése mellett döntöttek. A döntést Joseph Louis Lagrange, Pierre-Simon de Laplace, Jean-Charles de Borda, Gaspard Monge és Nicolas de Condorcet márki hozta meg. A munkát Mechain és Delambre el is kezdte 1793-ban. Delambre 1797-ben készült el (Dunkerque-től Rodezig), Mechain 1798 szeptemberére. Az ő munkája volt nehezebb. A távolság ugyanis Barcelonától Rodezig kisebb, de keresztezi a Pireneusokat. A méteretalon első munkapéldánya elkészült sárgarézből, amelyet a Konvent 1795. augusztus elsején fogadott el. Ugyancsak a Konvent döntése alapján 16 márvány métert is készítettek – az egyiket sárgaréz véglapokkal –, mára ezekből csak kettő maradt fenn. Egy a fenti képen látható (a rue de Vaugirard-on), a Luxemburg-kert bejáratánál, a másik az Igazságügyi Palota épületén (11-13 Place Vendôme).
A forradalom és a Spanyolországgal vívott háború miatt a felmérések egy időre megszakadtak. Voltak egészen elképesztő problémáik. Így például a háromszögeléshez kitűzött zászlóik fehérek voltak, a királypártiak színe. Delambre hiába próbálta megmagyarázni a feldühödött tömegnek a háromszögelés alapjait, csak egy józan gondolkodású tisztviselő menthette ki. Mechain-nek közben Genovába kellett menekülnie a kalózok elől. Végül négy platina és több vas méteretalont készítettek. 1798. november 28-án a két felmérést összehasonlították, és megegyezőnek találták. 1799. június 22-én helyezték el az állami levéltárba. Ennek a neve Mètre des Archives, megkülönböztetésül az egy évszázaddal később megalkotott International Prototype of Metertől (ez csupán 0,006 milliméterrel rövidebb az ősméternél).

## A méteretalon története

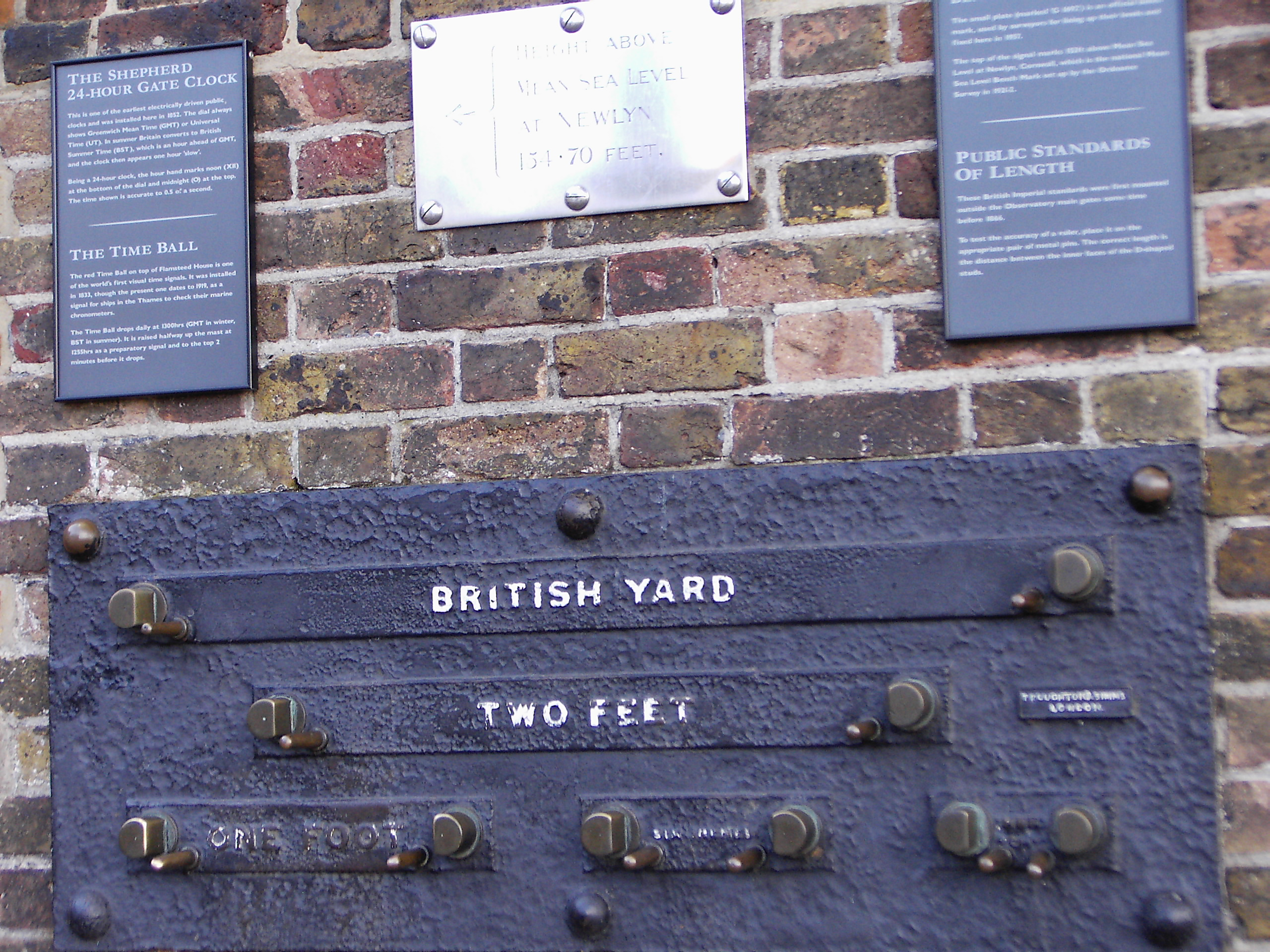
Régi brit hosszmértékek Greenwichben

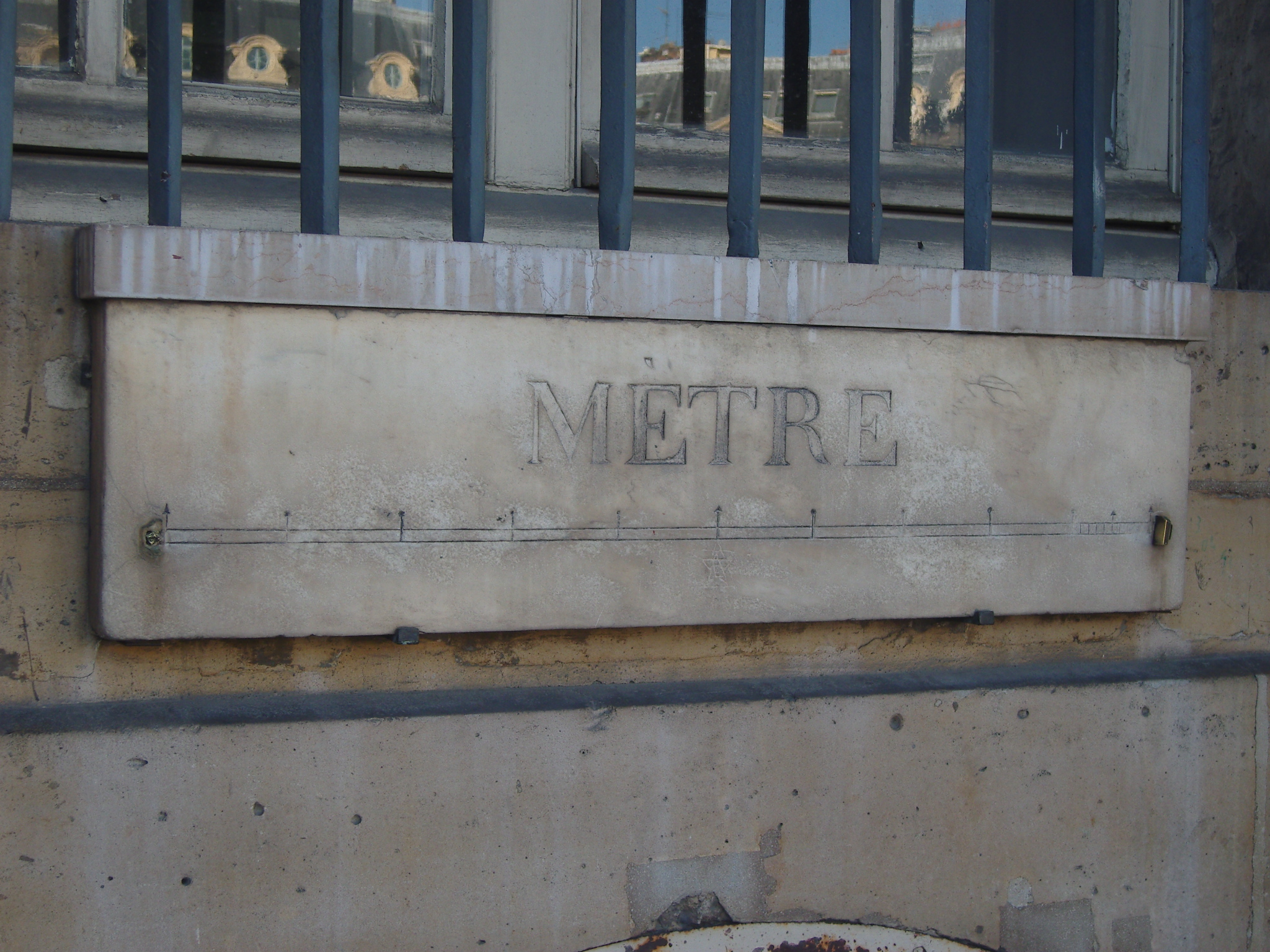
Az etalon méter a párizsi place Vendôme egyik (az Igazságügyminisztérium) épületén

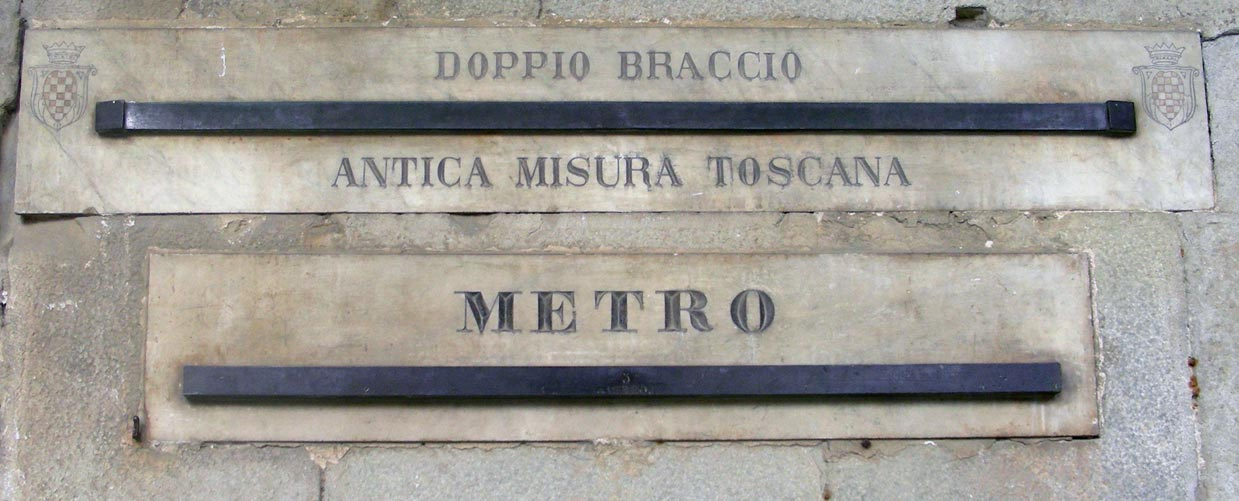
A toscanai mértékegységek és a méter Pistoiában, Olaszország, a tartományi önkormányzat épületén

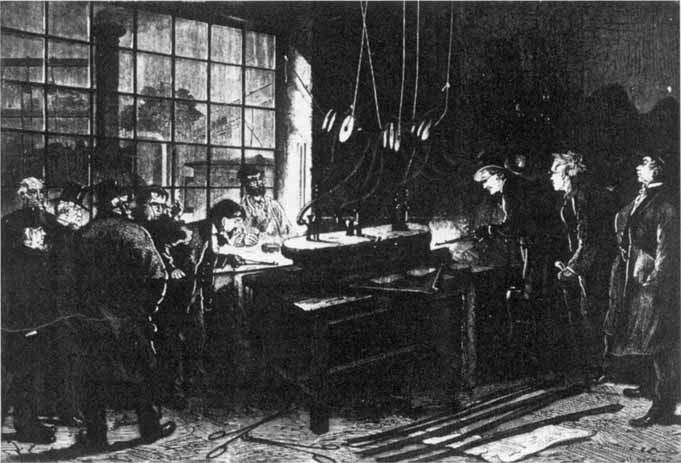
A platina-irídium ötvözet első kísérleti öntése 1874 májusában a párizsi Műszaki Főiskola öntödéjében. A jelenlévő tudósok: Henri Tresca, George Matthey, Saint-Claire Deville és Debray

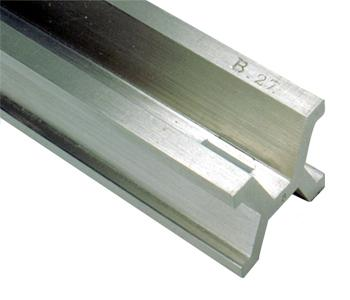
Az Egyesült Államok méteretalonja

A Nemzetgyűlés határozata alapján két csillagász, Jean-Baptiste Delambre és Pierre Méchain felmérte a Föld egyik délkörének a szárazföldre eső részét Barcelona és Dunkerque között. Munkájuk eredményeképp Marc Etienne Janety (XVI. Lajos ékszerésze) 1795-ben négy kilogramm- és négy méteretalont készített finomított platinából. Ezek közül egyet-egyet jelöltek 1799-ben arra a célra, hogy etalonként használják. Ezeket nevezik általánosságban levéltári kilogramm, illetve levéltári méter (Mètre des Archives) néven. A levéltár ebben az értelemben a Köztársasági Archívum. 1812-ben Napóleon császár engedélyezte a régi mértékegységek használatát 1837-ig, amikor ismét hatályos lett a méter és a kilogramm használata.
1867-ben a párizsi világkiállításon összegyűlt tudósok a Szentpétervári Tudományos Akadémia és a Nemzetközi Geodéziai Szövetség részéről létrehozták a Nemzetközi Méterbizottságot (Commission Internationale du Métre, 1872. augusztus 8-13.). A bizottságnak brit részről három jelentős tagja volt: Sir George Biddel Airy csillagász, Henry Williams Chisholm szabványügyi szakértő, William Hallowes Miller, az ásványtan professzora.
A bizottságba a következő államokat hívták meg:
Amerikai Egyesült Államok, Osztrák–Magyar Monarchia, Bajorország, Belgium, Chile, Kolumbia, Ecuador, Északnémet Szövetség, Görögország, Hollandia, Nagy Britannia, Nicaragua, Peru, Portugália, Poroszország, Olaszország, Oroszország, El Salvador, Spanyolország, Svájc, Svédország, Törökország, Vatikán, Venezuela.
A bizottság munkáját a porosz–francia háború késleltette egészen 1872-ig. Két év tanácskozás után született döntés az új etalonok elkészítéséről. A bizottság előnyben részesítette az eredeti etalonokhoz lehető legjobban illeszkedő új etalonok készítését bármelyik délkör ismételt felmérésével szemben. Eldöntötték azt is, hogy az új etalonok ne „két végén mérhető” (end standard), hanem „vonal menti” (line standard) etalonok legyenek.
Az X keresztmetszetű formát Henri Tresca javaslatára hozták létre azért, hogy megfelelően nagy legyen az új etalon merevsége. Az ő javaslatára döntöttek arról is, hogy a métert jelentő jeleket az idomon a semleges szál vonalában készítsék el (a méteretalon valóságos hossza 102 centiméter). Mindaddig csupán 100 kilogramm platina–irídium ötvözetet sikerült készíteni (George Matthey metallográfus 1862-ben), de szükségessé vált ennek kiegészítése 250 kilogrammra. Ezt Henri Sainte-Claire Deville és J. Henri Debra pótolták. Az ötvözet három hatalmas darabból állt, amelyet 2 kilogrammos részekre vágtak. Az öntési művelet 1874. május 13-án történt a Conservatoire des Arts et Metiers épületében, Henri Tresca, a fia, Gustav Tresca, George Matthey, Deville és Debray felügyelete alatt. Az eredményül kapott öntvény 236 kilogramm lett. Az X forma létrehozása közben néhány munkadarab eltört, így összesen 27 méterrudat sikerült elkészíteni. Amikor Deville ellenőrizte az öntvények sűrűségét, kiderült, hogy az a vártnál kisebb, mert vas- és ruténiumszennyeződés került bele. Matthey megállapítása szerint a vasszennyeződés az X formák hideghúzása miatt került a méterrudak anyagába. Ezért felkérték, hogy készítsen két négyszögletes méterrudat is. Ezek hidegalakítása már sikerrel járt, és ezzel vált véglegessé az X formájú változat. A rudak X formába való sajtolása 448 órát vett igénybe. 1876 és 1878 között további méteretalonokat készített, többek között egy négy méter hosszú darabot is a Nemzetközi Geodéziai Társaság megrendelésére.
1882-ben a francia állam további 30 méterrudat rendelt (a cég neve akkor már Johnson és Matthey volt). Az ötvözet összetétele:
89,75–90,25% platina

9,75–10,24% irídium

< 0,1% ruténium

< 0,1% vas

< 0,15% ródium és palládium

< 0,02% arany, réz, ezüst, vagy egyéb fém
1892 és 1941 között a BIPM és egyes nemzeti laboratóriumok kilenc alkalommal ellenőrizték a méteretalon méretét, és az eltérések kisebbek voltak három-tízmilliomodnál.
Magyarország számára 1889. szeptember 24-én a 14-es sorszámú méteretalont osztották ki.

### A magyar méteretalon története

#### Jogi és mérésügyi háttér
A méter használatának jogi háttere onnan származtatható, amikor az Osztrák–Magyar Monarchia aláírta a méteregyezményt. Ezután a Monarchia valamennyi országában törvényt kellett alkotni a méter (és a kilogramm) használatáról. A magyar méteregyezmény tehát szoros kapcsolatban állt a Monarchia országaival:
Ausztria
Cseh Királyság, Morvaországgal és a Szudétavidékkel együtt
Bukovina
Magyar Királyság (Erdély, Szlovákia, Kárpátalja, Galícia és Bánát területével együtt)
Horvát–Szlavónország és Dalmácia
az 1878-as okkupáció után Bosznia-Hercegovina
Szlovákia csak nemrégiben vált el Csehországtól, ott a hélium–neon lézert használják.
Magyarországon utoljára az ingatlan-nyilvántartás vette át hivatalosan is a méterrendszert. Alkalmazását az 1972. évi 31. tvr. rendelte el, amikor a korábbi kataszteri mértékeket – öl, négyszögöl, kataszteri hold – váltotta fel.
Mérésügyi szempontból elsődleges etalon az, amelyet Párizsban őriznek. Ennek mintájára készítik a nemzeti etalonokat, amelyek tehát másodrendű etalonok. Ezek hétköznapi alkalmazása nem célszerű. Így minden országban készítenek ún. használati etalonokat. Az Országos Mérésügyi Hivatal részben egy Hommel gyártású, H keresztmetszetű etalont használ, részben egy szovjet ENYIMSZ gyártmányú invarból készült méterrudat.
A magyar hosszúságmérő eszköz, a 633 nm hullámhosszúságon működő hélium-neon 68902 számú lézer kalibrálását 2001-ben végezték. Minőségét tekintve egyenértékű a BIPM 4-es számú lézerével.

#### Eredeti formája és származása
A magyar méterrúd eredetileg 4 × 25,3 milliméter keresztmetszetű mérőléc volt, amelyet eredetileg a párizsi Observatoire számára készített egy párizsi műszerész. Magyarország számára Nagy Károly vásárolta meg a méter- és a kilogrammetalont bicskei csillagvizsgálója számára 1864-ben, amelyet aztán felkínált a Magyar Tudományos Akadémiának. Ezt 1870-ben Párizsba vitték a pontosság megállapítására. A műveletet Kruspér István és Szily Kálmán végezte el. Kruspér István munkáját a párizsi intézet olyan alaposnak és mintaszerűnek találta, hogy egy porcelánvázát adományozott neki. Magyarországra visszatérve az etalonokat és a hitelesítési műbizonylatokat a Magyar Országos Levéltárban helyezték el 1870. július 20-án. A méternek ilyen formában való definícióját az osztrák törvényhozás 1871-ben emelte törvényerőre, a magyar országgyűlés csak 1874-ben.
Az osztrák méter üvegből készült, a kilogrammetalon hegyikristályból. Kidolgozója, C. A. Steinheil úgy gondolta, hogy a fémek oxidálódhatnak, ám az üveg nem.
Az Első Általános Súly- és Mértékügyi értekezleten átvett etalonokat 1890-ben az újonnan létrehozott Állami Központi Mértékhitelesítő Bizottsághoz helyezték át. Ez az intézet lett az Országos Mérésügyi Hivatal jogelődje.
A Mértékhitelesítő Bizottság létrehozását az 1907. évi V. t.c. rendelte el. Létrehozták a területi (megyei) mértékhitelesítő hivatalokat, és elrendelték a hiteles mérőeszközök megjelölésének formáját, különös tekintettel a hordójelzés módjára és a szakemberek képzésére.
Az X keresztmetszetű méteretalon 1891-től vált országos hitelesítő etalonná. Ez a mérésügyre nem volt jelentős hatással, mert a két etalon eltérése a milliomodrésznél is kisebb, és a hitelesítésnél nyert adat egyeztethetővé tette az értéküket. (A korrekció értékét pontosan kimérték.)

## Történelmi, ma már nem használt definíciók

### A Föld méretén alapuló méter
A métert legelőször franciák határozták meg:
Egy méter egyenlő a Föld kezdő délkörén mért kerületének 1/40 000 000 (negyvenmilliomod) részével.
Alternatív megfogalmazása: a Föld egy kvadránsának (negyed délkörének) tízmilliomod része.
A méter eredeti meghatározása tulajdonképpen ma is a párizsi délkör hosszán alapszik. A definíció helyébe csak a mérési eljárások fejlődése miatt kerültek egyre pontosabb új definíciók.
1816 és 1855 között végeztek még egy felmérést, ez a Struve földmérő vonal. Célja az volt, hogy meghatározza a Föld lapultságát a Tartu városához tartozó délkör mentén.
Az etalon méter ma is látható a Nemzetközi Súly- és Mértékügyi Hivatalban, a franciaországi Sèvres-ben. Az X keresztmetszetű méterrúd mechanikai szilárdsága nagyobb, így nem hajlik meg annyira a nehézségi erőtérben, mint a négyszög keresztmetszetű rúd.
A méteregyezmény alapján negyven darab X keresztmetszetű méterrudat készítettek, amelyek 102 centiméter hosszúak. Ezek mindkét végén három rovátka (vonás) található, amelyek közül a középső vonások egymástól egy méter távolságra vannak. A vonások közötti távolságot kezdetben mechanikai komparátorokkal mérték. Ezek négy-öt méter méretű eszközök voltak. Már a 19. század végétől alkalmaztak interferométereket, például a Michelson-interferométert. Ezeknél az eszközöknél mikroszkóppal figyelik a méterrúd végein elhelyezett jeleket. A jelek azonosítását az interferenciakép kiegyenlítése követi. A mérési bizonytalanság nagysága ezáltal összemérhetővé válik a fény hullámhosszával. A 7. CGPM (1927) döntése értelmében a métert 0 °C-on sík lap felett, 1 centiméter átmérőjű hengerekre helyezve kellett mérni, ahol ezek a hengerek egymástól 571 milliméterre helyezendők el. Ebben az elrendezésben a méteretalonnak a saját súlyától való belógása (meghajlása) minimalizálható.

### Atomi sugárzás hullámhosszán alapuló méter
A fény hullámhosszán alapuló definíció Jacques Babinet ötletén alapult (1827). Ezt Albert Abraham Michelson és J. R. Benoit 1892-től kezdve folyamatosan vizsgálta gerjesztett kadmiumatomok sugárzása alapján. Az eljárást 1897-ben sikerült finomítaniuk. 1948-ban az Általános Súly- és Mértékügyi Konferencia elrendelte a kripton-86, a higany-198 és a kadmium-114 vizsgálatát. Az alábbi definíciót el is fogadták. A Magyar Népköztársaság Minisztertanácsának 8/1976. (IV. 27.) MT számú, a mérésügyről szóló rendelete az alábbi méterdefiníciót tartalmazta:
A méter a kripton-86 atom 2p10 és 5d5 energiaszintje közötti átmenetének megfelelő, vákuumban terjedő sugárzás hullámhosszának 1 650 763,73-szorosa.
Ez a meghatározás elavult; ennek helyébe lépett a fénysebességhez kötött definíció. Az időközben lefolyt vizsgálatok azt mutatták, hogy a kripton sugárzásának stabilitása nem megfelelő.

## A fénysebességen alapuló méter
Bay Zoltán javasolta 1965-ben, hogy a távolságegységet, a métert alapozzuk a pontosabban mérhető időegységre és a fénysebességre. Szakirodalmi kutatásokat végzett a fénysebesség állandóságával kapcsolatban. 1983-ban a Súlyok és Mértékegységek Nemzetközi Konferenciája Párizsban tartotta 17. ülését, ahol elfogadták az egységes rendszert és megállapították:
A méter a fény által a vákuumban a másodperc 1 / 299 792 458-ad része alatt megtett út hossza.
A Bay-féle készülék valójában jód-stabilizált hélium–neon lézer, amely 633 nm hullámhosszú sugárzást bocsát ki. Az eljárás jelentősége, hogy az idő mérésén alapul, amelynek mérési pontosságát cézium atomórákkal 10−12 fölé lehet emelni. Azóta folyamatosan fejlesztik ennek technikáját.

### Megvalósítása
A hélium-neon lézer adatai a neon izotópos összetételétől függetlenül, a 3s2→2p4 átmenetnek megfelelően:
f = 473,612 7 THz, illetve
λ = 632,990 8 nm
Magyarországnak 1986 óta a BIPM 4-es készülékével egyenrangú hosszúságmérő eszköze van, amely a Magyar Kereskedelmi Engedélyezési Hivatalban működik. Ez tehát elsőrendű mérési etalonként használható a mérési hierarchiában. A hivatal birtokában van egy még ennél is korszerűbb eszköz, egy fésűgenerátor (comb generator).

### Változása 2011-ben
A 24. Általános Súly- és Mértékügyi Konferencia döntése értelmében természeti állandó alapján határozzuk meg a métert:
A méter a hosszúság mértékegysége, jele az m, nagyságát a fénynek vákuumban mért sebessége mint természeti állandó alapján állapítjuk meg, amely pontosan 299 792 458, és mértékegysége a m/s.

## A méter többszörösei és törtrészei
Az 1907. évi V. törvénycikk »a mértékekről, ezek használatáról és ellenőrzéséről« a következőképpen rendelkezett.
A törvényes hosszuság-mértékek a következők: 
m (méter),
dm (deciméter),
cm (centiméter),
mm (milliméter);
 a méter milliomodrésze, mikron elnevezéssel, jelzése: {\displaystyle \mu } (görög: mű),
dkm (dekaméter),
hm (hektométer),
km (kilométer),
 mrm (miriaméter, tízezer méter)
Ezek az idők folyamán érvényüket vesztették. A 8/1976 MT. rendelet a következőket tartalmazza:

»A hekto, deka, deci és centi prefixumok csak az alábbi pontokban külön meghatározott esetekben használhatók.«, majd így folytatja:
A méterrel kapcsolatban a deci és centi prefixumok is használhatók.
A XLV. 1991 törvény »a mérésügyről« ezen érdemben nem változtatott. Szövege:
A hekto, deka, deci és centi prefixumokkal képezhető törvényes többszörösök és törtrészek:
hektoliter (hl vagy hL), hektopascal (hPa), dekagramm (dag vagy dkg), deciliter (dl vagy dL), deciméter (dm), centiméter (cm), centigramm (cg), centiliter (cl vagy cL), centigray (cGy), centisievert (cSv)

### A méter törtrészei
A mérésügyről szóló törvény a szabályos prefixumokon kívül engedélyezi a méter tizedrészének (deci-) és századrészének (centi-) prefixumát is:
- deciméter (jele dm) - a méter tizedrésze
- centiméter (jele cm) - a méter századrésze (1·10−2 m)
- milliméter (jele mm) - a méter ezredrésze (1·10−3 m)
- mikrométer (jele µm) - a méter milliomodrésze (1·10−6 m)
- nanométer (jele nm) - a méter milliárdodrésze (1·10−9 m)
- ångström a nanométer tizedrésze, a méter tízmilliárdod része: 1 Å = 1·10−10 m. Mivel nem SI-mértékegység, használata kerülendő.
- pikométer (jele pm) - a méter billiomodrésze (1·10−12 m)
- femtométer (jele fm) - a méter billiomod részének ezredrésze (1·10−15 m)
- attométer (jele am) - a méter billiomod részének milliomodrésze (1·10−18 m)
- zeptométer (jele zm) - a méter billiomod részének milliárdodrésze (1·10−21 m)
- yoktométer (jele ym) - a méter billiomod részének billiomodrésze (1·10−24 m)

A piko- és femtométert ritkán, az atto-, zepto- és yoktométert nagyon ritkán használjuk.
A femtométer fm jele azonos a korábban engedélyezett és Fermiről elnevezett mértékegységgel.